# Aeroportul "Alexandros Aristotelous Onassis"
Aeroportul "Alexandros Aristotelous Onassis" (IATA: KIT, ICAO: LGKC) este un aeroport din Kythira⁠(d), Perifereiaki Enόtita Nison⁠(d), Attica⁠(d), Administrația descentralizată a Atticii⁠(d), Grecia ce deservește zona Kythira. Aeroportul a fost tranzitat în 2022 de 35.018 pasageri. A fost numit după Kythira.
Situat la o altitudine de 319 m, aeroportul dispune de 1 pistă. Este operat de Ypiresia Politikis Aeroporias⁠(d).

## Infrastructură

### Piste
Aeroportul dispune de o singură pistă. Pista 02/20 are suprafața de asfalt și dimensiunile 1.461 m × 30 m. 